# Bruno Schultze
Bruno Schultze (* 23. April 1941 in Hamburg) ist ein deutscher Anglist und Hochschullehrer.

## Leben und Wirken
Bruno Schultze studierte Anglistik, Geschichte und Pädagogik an der Universität Hamburg. Nach dem ersten Staatsexamen für den höheren Schuldienst promovierte er dort mit einer Arbeit über H. G. Wells zum Dr. phil. am 8. Dezember 1970. Seit 1969 war er an dieser Universität als wissenschaftlicher Assistent tätig und habilitierte sich im Jahre 1975. Bis 2006 lehrte er hier als Professor für Englische Philologie. Schultze beschäftigt sich vor allem mit der englischen Literatur des 19. und 20. Jahrhunderts und der Trivialliteratur.

## Schriften (Auswahl)
- H. G. Wells und der Erste Weltkrieg. de Gruyter, Berlin 1971 (= Dissertation Universität Hamburg). OCLC 1099217754
- H. G. Wells: Der Bruch in der Entwicklung seiner utopischen Schriften und die Jahrhundertwende. In: Rudolf Haas (Hrsg.): Literatur als Kritik des Lebens. Festschrift zum 65. Geburtstag von Ludwig Borinski. Quelle & Meyer, Heidelberg 1975, ISBN 3-494-00812-4, S. 225–236.
- Life in the future. In: Wilfried Brusch (Hrsg.): Projects in literature. Modelle und Materialien zur Textarbeit im Englischunterricht. Quelle & Meyer, Heidelberg 1977, ISBN 3-494-00886-8, S. 147–163.
- Studien zum politischen Verständnis moderner englischer Unterhaltungsliteratur (= Anglistische Forschungen. Bd. 121). Winter, Heidelberg 1977, ISBN 3-533-02570-5 (= Habilitationsschrift Universität Hamburg).
- Textbrüchigkeit und ästhetisches Urteil. Zur Interpretationsproblematik von George Eliots 'The Mill on the Floss'. In: Hans Heinrich Freitag, Peter Hühn (Hrsg.): Literarische Ansichten der Wirklichkeit. Studien zur Wirklichkeitskonstitution in englischsprachiger Literatur to honour Johannes Kleinstück (= Anglo-American forum. Bd. 12). Lang, Frankfurt am Main 1980, ISBN 3-8204-6014-4, S. 209–230.
- Die Anfänge des englischen und amerikanischen Spionageromans. In: Claus Uhlig, Volker Bischoff (Hrsg.): Die amerikanische Literatur in der Weltliteratur. Themen und Aspekte. Festschrift zum 60. Geburtstag von Rudolf Haas. E. Schmidt, Berlin 1982, ISBN 3-503-01686-4, S. 94–109.
- Herbert George Wells: A Modern Utopia (1905). In: Hartmut Heuermann (Hrsg.): Die Utopie in der angloamerikanischen Literatur. Interpretationen. Schwann-Bagel, Düsseldorf 1984, ISBN 3-590-07453-1, S. 161–175.